# Crobylophora
Crobylophora is een geslacht van vlinders van de familie sneeuwmotten (Lyonetiidae).

## Soorten
- C. byssinodes Meyrick, 1914
- C. chrysidiella Meyrick, 1880
- C. daricella Meyrick, 1880
- C. metallifera (Walsingham, 1891)
- C. methoria Ghesquière, 1940
- C. onychotis Meyrick, 1915
- C. psammosticta Turner, 1923
- C. sancta Meyrick, 1915
- C. siglias Meyrick, 1911
- C. speciosa Ghesquière, 1940
- C. staterias Meyrick, 1905
- C. xanthochyta Meyrick, 1918